# Matexi
Matexi is een Belgische projectontwikkelaar en verkavelaar die zich specialiseert in reconversieprojecten, en is actief in België, Luxemburg en Polen. Het familiebedrijf heeft zijn hoofdkantoor in Waregem.
Matexi, voluit Maatschappij tot exploitatie van Immobiliën, werd opgericht in 1945 door drie broers: Gerard, Robert en Herman Vande Vyvere.
In 2024 leverde Matexi 1.031 wooneenheden en realiseerde het een omzet van 338 miljoen euro.

## Bestuur
In 2016 werd het 33% belang van Philippe Vande Vyvere overgenomen door een vennootschap die gecontroleerd wordt door zijn neef Bruno, zijn nicht Bénédicte en haar echtgenoot Gaëtan Hannecart, die van 1994 tot 2021 de dagelijkse leiding over het bedrijf had. Voormalig CEO Hannecart zelf heeft samen met zijn vrouw 67% van de aandelen en Bruno Vande Vyvere 33%.
In 2017 volgde Jo Van Biesbroeck Luc Vandewalle op als voorzitter van de raad van bestuur.
In 2021 volgde Olivier Lambrecht als CEO Gaëtan Hannecart op. De laatste werd dat jaar voorzitter van het investeringscomité van Matexi. In 2023 volgde Gaëtan Hannecart Jo Van Biesbroeck op als voorzitter van de raad van bestuur.
In 2024 neemt Hannecart als uitvoerend voorzitter opnieuw de leiding van het bedrijf over.

## Voorbeelden van projecten
- Antwerpen – Antwerp Tower
- Antwerpen – het Groen Kwartier
- Gent - Kouterdreef
- Hasselt - Quartier Bleu

### Projecten met behoud van erfgoed
- In 1994 werd de leegstaande Brouwerij Lamot in Mechelen gerenoveerd en als congres- & erfgoedcentrum geïntegreerd in de nieuwe woonbuurt op de site.
- In 2007 werd het voormalige Feest- & Kultuurpaleis in Oostende omgebouwd tot winkel- en woongelegenheid.
- In Aalst werd onder de industriële sheddaken van de voormalige Tupperware-fabriek een ontmoetingsplek voor buurtbewoners ingericht.[9]
- Delen van de voormalige spinnerij en weverij De Porre in Gentbrugge werden behouden.[10]
- Bij de herontwikkeling van de steenkolenmijn van Hasard (Cheratte, Visé) werden de typische ventilatieschacht en de kleedkamers van de mijnwerkers van de voormalige steenkoolmijn gerenoveerd.[11]

## Kritiek
Matexi kwam in het verleden in de aandacht wegens het sponsoren van politici, onder meer bij de gemeenteraadsverkiezingen van 2012 in Gent en bij de sponsorbrunch die Oost-Vlaams gedeputeerde Geert Versnick en oud-gedeputeerde Marc Debuck in de problemen bracht, wat ook behandeld werd in een provinciale onderzoekscommissie. Na diverse onderzoeken werd geconcludeerd dat de politicus de regels niet overtrad.
In 2018 ging de dochteronderneming van Matexi voor sociaal wonen, Vitare, failliet, en er volgde een gerechtelijk onderzoek. Voor de aankoop van percelen bij Matexi in 2013 was Vitare een lening aangegaan bij de Vlaamse Maatschappij voor Sociaal Wonen, waardoor de 42 miljoen euro schulden van Vitare uiteindelijk deels door Vlaanderen betaald moesten werden.